# اندیس آنومالی نعیم آباد
آنومالی نعیم آباد یک اندیس فلزی است که در حوالی شهر سعادت آباد استان فارس قرار دارد و مادهٔ معدنی موجود در آن، طلا است.سنگ میزبان این اندیس مارن سبز زیتونی، سنگ آهک است و دیرینگی آن به دوران کرتاسه میانی می‌رسد. 